# Okręg wyborczy Roxburghshire
Okręg wyborczy Roxburghshire powstał w 1708 r. i wysyłał do brytyjskiej Izby Gmin jednego deputowanego. Okręg obejmował hrabstwo Roxburghshire w Szkocji. Został zlikwidowany w 1918 r.

## Deputowani do brytyjskiej Izby Gmin z okręgu Roxburghshire
- 1708–1715: Gilbert Eliott
- 1715–1722: William Douglas
- 1722–1727: Gilbert Elliot
- 1727–1734: William Douglas
- 1734–1742: John Rutherfurd
- 1742–1747: William Douglas
- 1747–1765: Walter Scott
- 1765–1777: Gilbert Elliot
- 1777–1784: Gilbert Elliot
- 1784–1806: George Douglas
- 1806–1812: John Rutherfurd
- 1812–1814: Gilbert Elliot-Murray-Kynynmound, wicehrabia Melgund, wigowie
- 1814–1826: Alexander Don
- 1826–1832: Henry Hepburne-Scott
- 1832–1835: George Elliot
- 1835–1837: lord John Douglas-Montagu-Scott
- 1837–1841: John Edmund Elliot
- 1841–1847: Francis Scott
- 1847–1859: John Edmund Elliot
- 1859–1870: William Scott
- 1870–1874: James Innes-Ker, markiz Bowmont
- 1874–1880: George Scott-Douglas
- 1880–1892: Arthur Ralph Douglas Elliot, Partia Liberalna, od 1886 Partia Liberalno-Unionistyczna
- 1892–1895: Mark Francis Napier
- 1895–1906: John Montagu-Douglas-Scott, hrabia Dalkeith
- 1906–1918: John Jardine, Partia Liberalna